# Manulife Plaza
Manulife Plaza (Chino: 宏利保險大廈) también conocido como Lee Garden One (Chino: 利園一期)es un rascacielos situado en Causeway Bay, Hong Kong. La torre de forma triangular se eleva 240 m y tiene 52 plantas que contienen espacio para oficinas. Antes de la finalización del edificio en 1997, el Lee Gardens Hotel fue demolido para construir el rascacielos. Es el 16.º edificio más alto de Hong Kong.